# Noria de Catalán
Noria de Catalán är en ort i Mexiko.   Den ligger i kommunen San Diego de la Unión och delstaten Guanajuato, i den centrala delen av landet, 270 km nordväst om huvudstaden Mexico City. Noria de Catalán ligger 2 007 meter över havet och antalet invånare är 200.
Terrängen runt Noria de Catalán är en högslätt. Runt Noria de Catalán är det ganska tätbefolkat, med 52 invånare per kvadratkilometer. Närmaste större samhälle är Catalán del Refugio, 0,79 km väster om Noria de Catalán. Trakten runt Noria de Catalán består till största delen av jordbruksmark.